# Ngũ vị tử hoa đỏ
Ngũ vị hoa đỏ hay ngũ vị hoa to, phân hùng hoa to (danh pháp: Schisandra rubriflora) là một loài thực vật có hoa trong họ Schisandraceae. Loài này được Rehder & E.H.Wilson miêu tả khoa học đầu tiên năm 1913.